# Maatschappelijk probleem

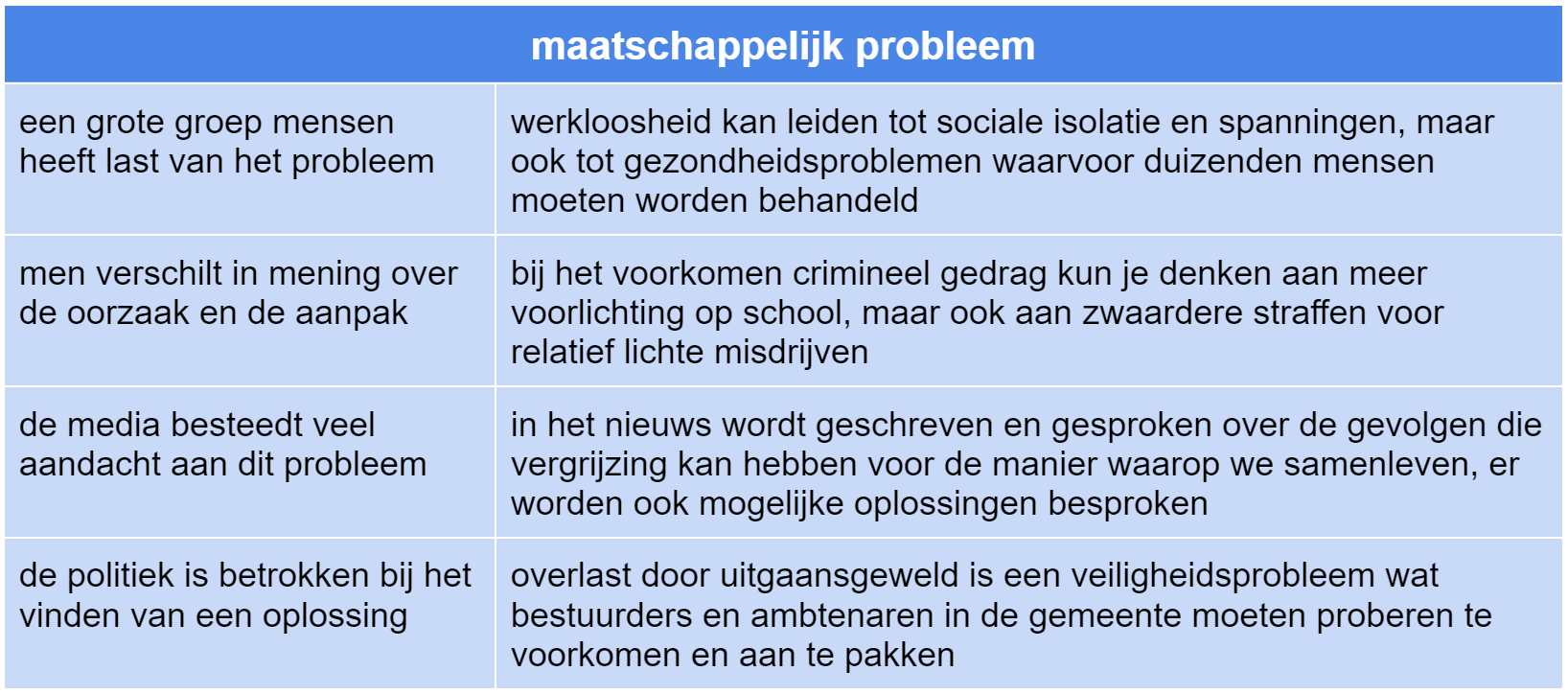
Kenmerken en voorbeelden van een maatschappelijk probleem

Verwachte vergrijzing in Nederland in 2025.
Percentage bejaarden in de totale bevolking (Bron: CBS)
18 - 20%
20 - 22%
22 - 24%
24% of meer.

Een maatschappelijk probleem of maatschappelijk vraagstuk is een ongewenste situatie in de samenleving waarbij de overheid betrokken is. Ook moet een relatief grote groep mensen in de samenleving last hebben van het probleem of erbij betrokken zijn.
Werkloosheid, criminaliteit, de druk van vergrijzing op de zorg en uitgaansgeweld zijn voorbeelden van maatschappelijke problemen. Over deze en andere vraagstukken en de oplossing ervan, is in de samenleving altijd in meer of mindere mate discussie. De overheid kan wetten maken om maatschappelijke problematiek aan te pakken. We spreken daarom ook wel van politieke problemen.

## Kenmerken
Een maatschappelijk probleem heeft de volgende kenmerken:
- het is een probleem waarbij relatief veel actoren betrokken zijn (burgers, bedrijven en organisaties);
- er bestaan verschillende opvattingen over de oorzaken en de aanpak van het probleem;
- de overheid speelt een rol bij de oplossing van het probleem.